# Mani
Mani (în persană Māni și în siriacă Mānī sau ܡܐܢܝ ܚܝܐ Mānī ḥayyā, în greacă Μάνης sau Μανιχαίος, în latină Manes sau Manichaeus, c. 216–274 e.n.) a fost un profet de origine iraniană, fondator al maniheismului.

## Mani și maniheismul - lupta Binelui împotriva Răului

### Introducere
Răspândindu-se din Spania în China, doctrina maniheistă a exercitat o amplă și durabilă influență, ce a supraviețuit multă vreme, mai mult sau mai puțin subteran. Timp de câteva veacuri nu s-a știut despre maniheism decât ceea ce povesteau despre el adversarii acestuia, în special Sfântul Augustin. Descoperirea manuscriselor sectei a permis conturarea unei idei mai juste despre sistemul maniheist și personalitatea fondatorului său.
Mani a trăit, până la vârsta de 24 de ani, în mijlocul unei secte iudeo-creștine la care se raliase tatăl său. Născut pe 14 aprilie 216 în Babilonia, aproape de Ctesiphon, nu avea decât 12 ani când un înger i-a anunțat misiunea sa, pe care el a proclamat-o în anul 240. La scurt timp după aceea, Mani a plecat să predice noua doctrină în nordul Indiei, apoi în întregul Imperiu Persan, protejat de regele Șapur I. Dar, sub presiunea clerului zoroastrian, succesorul acestuia, Bahrām I, l-a condamnat la martiriu, Mani murind la Gundeshapur, pe 2 martie 274. După moartea creatorului său, noua religie a continuat să se extindă către est și vest, maniheii nevăzând altceva în acest martiriu decât înălțarea lui Mani în Împărăția Luminii.

### Doctrina maniheistă
Mani pretindea a fi ultimul dintre marii profeți după Adam, Zoroastru, Buddha și Iisus, dar, pentru el, ultimii trei comiseseră greșeala de a nu-și fi consemnat în scris învățătura, care, deformată după moartea lor, a lăsat loc interpretărilor divergente, dând naștere ereziilor. Pretinzându-se universală, „Biserica adevărului” deținea, așadar, cărțile sale canonice, care nu au putut fi reconstituite decât recent, prin manuscrisele recuperate în Egipt și în Turkestanul chinez. Șapte dintre aceste scrieri, compuse în limba siriacă, îi aparțin chiar lui Mani sau i-au fost atribuite acestuia: Evanghelia vie, Comoara vieții, Cartea tainelor, Pragmateia (tratat conținând cosmogonia sectei), Cartea uriașilor (povești legendare despre origini, inspirate din apocrifele gnostice), Cartea psalmilor și rugăciunilor și Epistolele. Se mai cunoaște lucrarea Shāburagān, redactată în pehlevi sau persana medie, dedicată regelui Șapur I, ce tratează originea lumii și a omului, dar și sfârșitul acestora. Se pot decela din aceste scrieri elemente de origine iraniană și creștină, dar și hinduistă și budistă. Maniheismul se prezenta ca o gnoză, sprijinită pe o cosmologie foarte elaborată și bazată pe existența a două puteri antagonice, într-o perpetuă luptă: Dumnezeu sau Lumina și Materia sau Întunericul (care reprezintă și poftele neînfrânate). În continuarea unor episoade dramatice și a unor creații succesive a apărut omul, care a căzut sub puterea întunericului, acuplându-se și procreând. Sufletul, luminos în sine, rătăcește dintr-o incarnare în alta. Prizonier, el nu își poate obține eliberarea decât prin înfrângerea absolută, renunțarea la orice violență și la orice păcat. Numai cei „aleși”, care își impun o astfel de disciplină, sunt eliberați la moartea lor. La sfârșitul lumii, se va declanșa o conflagrație generală, care va dura 1468 de ani, cuprinzând și distrugând lumea vizibilă. Ultimele particule de lumină se vor întoare în Dumnezeu, în timp ce forțele răului vor dispărea într-o groapă imensă. O explicație de un dualism atât de radical a universului avea să seducă, de-a lungul veacurilor, numeroase ființe îndrăgostite de puritate.

### Comunitatea
„Auditor” maniheist între vârsta de nouăsprezece și douăzeci și opt de ani, Sfântul Augustin scria: „Maniheiștii vor ca Biserica lor să nu fie compusă decât din aceste două stări ale vieții, cea a aleșilor și cea a auditorilor. Dintre aleșii lor, îi amintesc pe cei Doisprezece, pe care îi numesc «maeștri» (doctori), apoi pe un al treisprezecelea, care îi îndrumă; mai au șaptezeci și doi de episcopi supuși maeștrilor, precum și preoți supuși episcopilor.” Numai cei aleși (saddiqūn), numiți și „cei desăvârșiți” sau „sfinți” (în număr foarte mic), care au renunțat complet la lume și care nu mai trăiesc decât pentru a predica doctrina și pentru a purta, cu toate forțele lor, lupta împotriva Răului, erau în măsură să se supună interdicțiilor ascetice extrem de riguroase. Auditorii (samma’ūn) sau „catehumeni” nu erau decât discipoli în slujba acestora. Incapabili să ducă o viață pură, ei nu erau obligați decât la prescrierile unui „decalog”. Trăind în păcat, ei puteau numai să spere că vor renaște mai târziu în corpul unui ales. Această distincție a două clase corespundea celei stabilite de gnostici între „pneumatici” și „psihici”, ca și celei instaurate ulterior de către catari între „puri” și „credincioși”.

### Expansiunea maniheistă
Biserica maniheistă a fost, de la începuturile sale, misionară, Mani însuși călătorind mult. Mai jos de Ind, el a convertit un suveran local care l-a numit „noul Buddha”. Încă din timpul vieții sale, el și-a trimis discipolii din Babilonia către Egipt și Siria, pe de o parte, și către Khorāsān, pe de altă parte. Maniheismul a pătruns mai intâi fără dificultate în provinciile orientale ale Imperiului Roman, cucerind Siria, Palestina, nordul Arabiei și Egiptul, unde, raliindu-se gnosticilor, s-a înrădăcinat profund. Acuzați de instigare la revoltă, maniheiștii au fost persecutați în anul 297 de Dioclețian. Din Egipt, maniheismul s-a răspândit în nordul Africii, unde Augustin, convertit la creștinism, a avut lungi controverse cu episcopul Faustus, care venea să viziteze numeroasa comunitate din Roma întemeiată de africani. Din Africa de Nord, misiunile au ajuns până în Dalmația, Spania și sudul Galiei. Această expansiune, ce atinsese apogeul în secolul al IV-lea, s-a redus rapid, înfrânată de persecuțiile statului și de cele ale Bisericii, deopotrivă. La începutul secolului al VI-lea, religia maniheistă a cunoscut o soartă foarte diferită. Persecutată, ea a reușit, totuși, să se mențină în Babilonia, unde a prins chiar un oarecare elan după cucerirea arabă. Venirea Abbasizilor, în anul 775, a fost pentru ea o lovitură fatală. Cu toate acestea, misionarii câștigaseră deja Turkestanul chinez, răscruce între civilizații și credințe, unde s-au înrădăcinat stabil, devenind religia oficială a turcilor uiguri și cucerind chiar și China, unde s-a răspândit Catehismul religiei lui Buddha al Luminii, redactat sub ordin imperial de către un episcop maniheist. Distrugerea regatului uigur de către kirghizi, în anul 840, și persecuția religiilor străine de către împăratul Wuzong, în anul 843, au antrenat distrugerea comunităților, care abia au supraviețuit un timp înainte de a dispărea. Dualismul maniheist nu a dispărut, în schimb. Astfel, el a reapărut în Imperiul Bizantin, prin paulicianism, care a fost aspru reprimat, iar apoi prin bogomilism, care, din Bulgaria, a cucerit Serbia și mai ales Bosnia, unde a constituit chiar o Biserică națională. Din Dalmația s-a răspândit în Lombardia, de unde, mai târziu, mișcarea catarilor („purii”) s-a stabilit în centrul Franței.